# Комбутис
Комбутис (др.-греч. Κόμβουτις, лат. Kómboutis) — кельтский военачальник III века до н. э.
Во время вторжения на Балканы кельты столкнулись с сильным сопротивлением греков у Фермопил. Тогда в 279 году до н. э. Бренн направил большой отряд численностью сорок тысяч воинов под предводительством Комбутиса и Орестория в Этолию, чтобы вынудить её жителей вернуться на родину и тем самым серьёзно ослабить союзное эллинское войско. По словам античного географа Павсания, галлы творили самые ужасные зверства, однако из-за организованного яростного отпора только половина из них возвратилась обратно.
Павсаний — единственный из древних авторов, упоминавший Комбутиса. По замечанию украинского антиковеда Г. М. Казакевича, не исключено, что Комбутис идентичен Камбавлу. Их имена происходят от кельтского слова «кривой» и походят на простонародные прозвища — в отличие от ряда имён представителей галльской военной аристократии, имевших «благородные» корни. Возможно, Камбавл (или Комбутис) был жрецом, так как «кривизна» или отсутствие глаза часто ассоциировались с потусторонним миром.